# Герхард Стари фон Геминген
Герхард Стари фон Геминген (на немски: Gerhard 'der Ältere' von Gemmingen; * 1360; † 1402) е благородник от стария алемански рицарски род Геминген в Крайхгау в Баден-Вюртемберг от линията „Б (Хорнберг) на фрайхерен фон Геминген“. Той има собствености в Геминген, Щеббах, Итлинген и на други места.
Той е вторият син на Дитер Млади фон Геминген († 1359) и съпругата му Анна фон Госхайм († сл. 1359), дъщеря на Хайнрих фон Госхайм.
Баща му Дитер „Млади“ е основател на клон Б. Чрез брака му с Анна фон Госхайм той получава и имотите в Бюрг (част от Нойенщат ам Кохер), купува 1351 и 1356 г. и други територии. Синовете му образуват „линиите Бюрг и Михелфелд“.
През 1360 г. Герхард, след смъртта на баща му, получава половината от Итлинген и Щеббах. През 1361 г. той получава също Зулцфелд. При подялбата с брат му Еберхард († 1419) той получава част от Геминген, Щеббах и Итлинген, а замъкът получава Еберхард. През 1384 г. той получава дворец Ингелфинген от задължението на Улрих фон Хоенлое.
Брат му Еберхард († 1419) умира неженен и преписва наследството си още през 1400 г. на двамата си племенници.

## Фамилия
Герхард Стари фон Геминген се жени за Анна фон Либенщайн († 1409), дъщеря на Ханс фон Либенщайн и
Анна фон Балдек, дъщеря на Маркварт III фон Балдег († сл. 1342). Те имат децата:
- Мария, омъжена за Дитер фон Пфеделбах
- Анна, омъжена за Ханс фон Берлихинген
- Герхард Млади фон Геминген († 1428), женен за Юта/Юнта фон Зикинген († сл. 1430)
- Еберхард Млади фон Геминген († пр. 1426), женен I. за Анна фон Берлихинген, II. за Елз фон Цвингенберг († 1455)